# Merve Verlag
Merve-Verlag este o mică editură germană ce publică în principal lucrări de filosofie, istoria artei și politică. 

## Istoria editurii
Data fondării editurii este considerată a fi 17 februarie 1970. În această zi, fondatorii ulteriori ai editurii, Peter Gente, Merve Lowien, Rüdiger Möllering și Michael Kwiatkowski au tipărit cartea Wie sollen wir „Das Kapital” lesen de Louis Althusser, care a apărut chiar fără numele editurii. În actul de înființare a GmbH din 23 iunie 1970, Peter Gente, Merve Lowien, Dieter Reincke, Michael Kwiatkowski și Rüdiger Möllering sunt menționați ca asociați ai editurii. Ei s-au referit în primii ani la ei înșiși ca formând un colectiv socialist. Numele editurii este prenumele lui Merve Lowien, ales de către colectivul fondatorilor. Director general și lector a fost Wolfgang Hagen. Hanns Zischler nu era la acea vreme asociat al editurii. Mai târziu s-a alăturat editurii partenera de viață a lui Gente, Heidi Paris (1950-2002), iar colectivul s-a dizolvat. Împreună cu Peter Gente, ea a stabilit programul editorial pentru mai mult de două decenii. Încă de la înființarea editurii, cărțile Merve au fost publicate cu un aspect distinctiv, proiectat de Jochen Stankowski.
În faza timpurie neomarxistă a editurii accentul a fost pus pe Italia. Grupările radicale de stânga Il Manifesto și Lotta Continua au găsit aici un forum, iar filosofi leniniști majori ca Lucio Colletti sau Toni Negri au deveniți cunoscuți în RFG prin intermediul editurii Merve. Aici au apărut, de asemenea, lucrări ale grupului de la Frankfurt „Revolutionärer Kampf“, în care a fost implicat și Joschka Fischer.
Arhiva editurii a fost achiziționată în 2006 de către Centrul pentru Artă și Tehnologie Media din Karlsruhe. Peter Gente a părăsit editura Merve după 37 de ani și s-a mutat în Thailanda în 2007. Astăzi, activitatea Merve-Verlag continuă sub îndrumarea lui Tom Lamberty, care lucrează aici de la moartea lui Heidi Paris în 2002.
Istoricul cultural Philipp Felsch prezintă aproape întreaga istorie a editurii în cartea sa Der lange Sommer der Theorie. Geschichte einer Revolte, apărută în 2015 la C. H. Beck.

## Programul editorial
Mai recent, editura Merve, în colaborare cu filosoful și teoreticianul literar Armen Avanessian, a publicat o varietate de titluri de realism speculativ și de acceleraționism. Printre autorii publicați se numără Ray Brassier, Graham Harman, Quentin Meillassoux, Nick Srnicek și Alex Williams.
Programul editorial include până în prezent aproximativ 400 de titluri. În medie un titlul nou apare cam în fiecare lună.